# 森美樹
森 美樹（もり みき、1934年2月5日 - 1960年12月4日）は、日本の俳優。男性。本名：森 潤（もり じゅん）。

## 来歴・人物
1934年2月5日、東京市生まれ。1954年、早稲田大学文学部英文科を3年で中退して、松竹舞踊音楽学校附属俳優養成所に入り、1955年に松竹京都撮影所に入社。同年の『顔のない男』でデビュー。1957年、エランドール賞新人賞を仲代達矢、江原真二郎らと共に受賞。
1956年の『京洛五人男』では沖田総司、1958年の『螢火』では坂本龍馬、1959年の『巌流島前夜』では宮本武蔵を演じるなど、主に時代劇映画に出演したが、松本清張原作の『顔』（1957年）など現代劇にも出演している。
映画で共演した瑳峨三智子と恋愛関係になっている。
1960年12月4日、『あんみつ姫の武者修業』の撮影中、京都市左京区の自宅でガス中毒のため26歳で死去。

## 主な出演作品
詳しくはhttps://eiga.com/person/73872/movie/を参照

### 映画
- 顔のない男（1955年、松竹）
- 女難屋敷（1956年、松竹）
- 鶴八鶴次郎（1956年、松竹）
- 京洛五人男（1956年、松竹）
- 流転（1956年、松竹）
- 大江戸風雲絵巻 天の眼（1957年、松竹）
- まだら頭巾剣を抜けば　乱れ白菊（1957年、松竹）
- 顔（1957年、松竹、DVD発売）
- 男の牙（1957年、松竹）
- 怪談色ざんげ　狂恋女師匠（1957年、松竹）
- 大忠臣蔵（1957年、松竹、DVD発売）
- 侍ニッポン（1957年、松竹）
- 螢火（1958年、松竹）
- 現代無宿（1958年、松竹）
- 七人若衆誕生（1958年、松竹）
- 女侠一代（1958年、松竹）
- 花は嘆かず（1958年、松竹）
- すっ飛び五十三次（1958年、松竹）
- 忠臣蔵 暁の陣太鼓（1958年、松竹）
- 大東京誕生 大江戸の鐘（1958年、松竹）
- 大岡政談 謎の逢びき（1958年、松竹）
- 太閤記（1958年、松竹）
- 修羅桜（1959年、松竹）
- 晴れ姿勢揃い 剣侠五人男（1959年、松竹）
- 花の幡随院（1959年、松竹）
- 荒海に挑む男一匹 紀の国屋文左衛門（1959年、松竹）
- 柳生旅日記 天地夢想剣（1959年、松竹）
- 巌流島前夜（1959年、松竹）
- 真夜中の処女（1959年、松竹）
- 妻の勲章（1959年、松竹）
- 春の夢（木下惠介監督、1960年、松竹、DVD発売）
- 命との対決（1960年、松竹）
- 柳生旅日記 龍虎活殺剣（1960年、松竹）
- 黒潮秘聞 地獄の百万両（1960年、松竹）
- おさい権三 燃ゆる恋草（1960年、松竹）
- 旗本愚連隊（1960年、松竹）
- 武士道無残（1960年、松竹）
- 女の坂（吉村公三郎監督、1960年、松竹、DVD発売）
- 天下御免（1960年、松竹）
- 敵は本能寺にあり（1960年、松竹）
- 中乗り新三 天竜鴉（1960年、松竹）